# Hamdan bin Zayid Al Nahyan

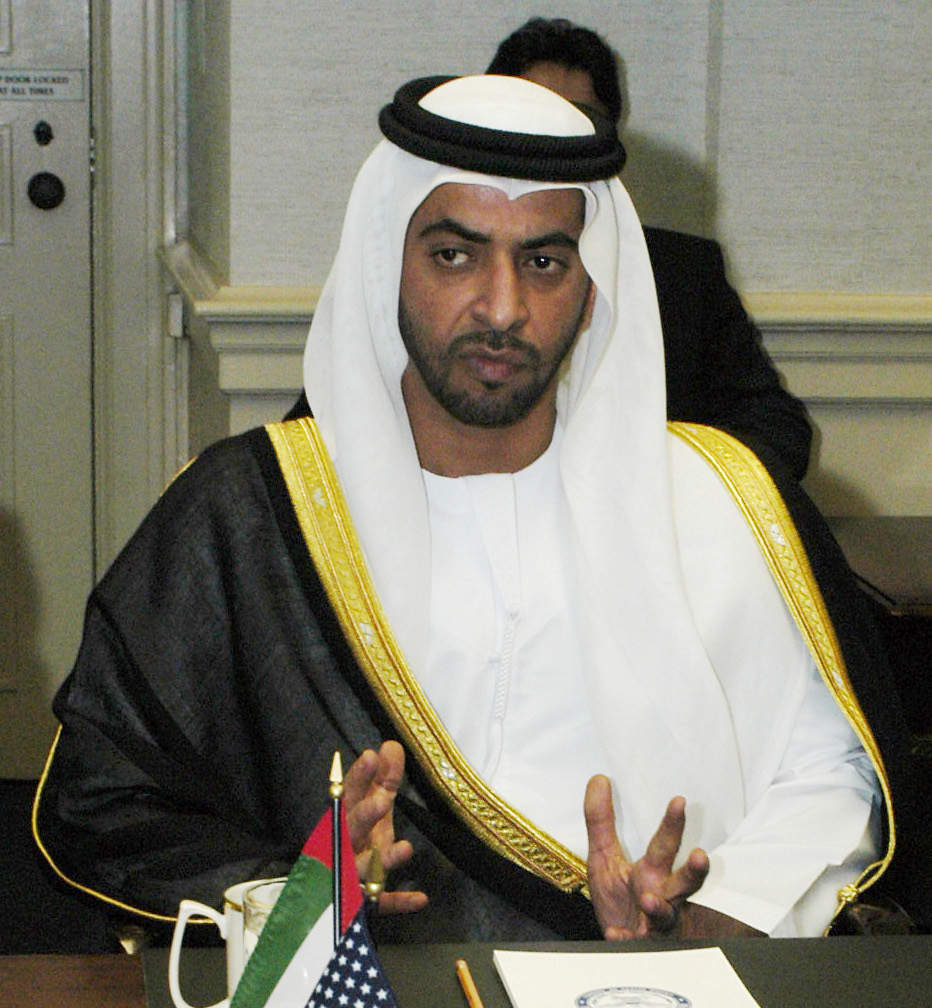
Hamdan bin Zayed Al Nahyan

Scheich Hamdan bin Zayid bin Sultan Al Nahyan (arabisch حمدان بن زايد آل نهيان, DMG Ḥamdān b. Zāyid Āl Nahyān; * 1963) ist in den Vereinigten Arabischen Emiraten ein Politiker, Geschäftsmann und Angehöriger der Al Nahyan, der Herrscherfamilie Abu Dhabis. Er ist der Vertreter des Emirs in der Westlichen Region von Abu Dhabi.

## Lebenslauf
Er ist der vierte Sohn des Staatsgründers der VAE, Scheich Zayid bin Sultan Al Nahyan. Er ist verheiratet mit der Scheicha Schamsa bint Hamdan bin Muhammad Al Nahyan.
Als Industrieminister leitet er das staatliche Unternehmen Abu Dhabi MAR, das im Oktober 2009 die Mehrheit an dem deutschen Unternehmen Blohm + Voss von ThyssenKrupp Marine Systems erwarb.
Im Jahr 2002 erließ er ein Verbot für Jungen, als Kamel-Jockey tätig zu sein.
Scheich Hamdan bin Zayid bin Sultan Al Nahyan ist nicht zu verwechseln mit Hamdan bin Raschid Al Maktum aus dem Nachbaremirat Dubai.

### Ämter
- Kabinettsmitglied der VAE (1990–2009)
- Vorsitzender der Emirati-Deutschen Freundschaftgesellschaft
- Vorsitzender des Roten Halbmondes in den VAE
- Vorsitzender des VAE Kamelrenn-Verbandes
- Präsident des VAE Fußball-Verbandes
- Vertreter des Emirs in der Westlichen Region von Abu Dhabi